# Jordi de Trebisonda

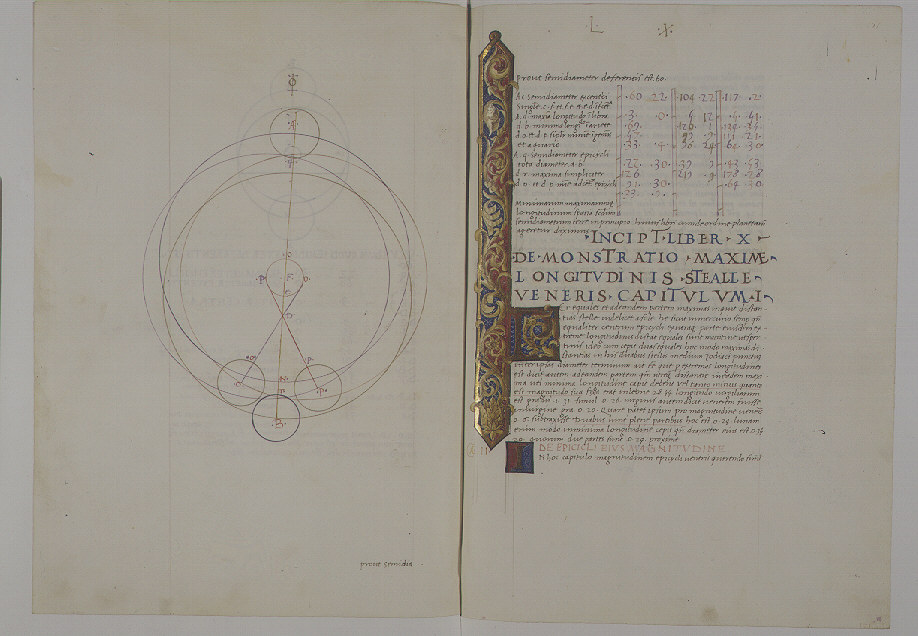
Pàgina del llibre X dels "Comentaris sobre l'Almagest". El diagrama de l'esquerra és el model de l'òrbita del planeta Mercuri, a la dreta algunes dades sobre aquest planeta i el començament del paràgraf sobre el planeta Venus.

Jordi de Trebisonda (en llatí Georgius Trapezuntius, en grec Γεώργιος Τραπεζούντιος) fou un filòsof grec. Contra el que el seu nom deixa entendre, era nadiu de Creta però la seva família era originària de Trapezus (Trebisonda). El cardenal Bessarió, contemporani seu, el designà sovint com Georgius Cretensis. Nicolau Comnè Papadopoli diu que va néixer a Chandaces, potser Càndia, la capital de l'illa.

## Biografia
Va néixer el 4 d'abril de 1396 i va arribar a Itàlia vers el 1428, convidat pel noble venecià Francesc Barbar, per ensenyar grec a Venècia després de la marxa de Franciscus Philelphus. El senat de la república li va donar la ciutadania. Va aprendre llatí amb Vittorino da Feltre, que també era mestre de Teodor Gaza. Uns anys després va deixar Venècia i va intentar establir-se com a professor a algunes ciutats fins que ho va fer a Roma (potser el 1435, però no hi ha constància clara), on fou mestre de filosofia i literatura, pagat pel govern del Papa. Va agafar molta fama i va rebre visitants (que el volien escoltar) de molts llocs com Itàlia, França i Alemanya. Va assistir al concili de Florència el 1439. Fou secretari dels papes Eugeni IV i Nicolau V.
Durant anys fou considerat la màxima eminència de Roma com a erudit, professor de grec i traductor de textos grecs, però l'arribada d'altres erudits protegits pel papa Nicolau i la superior reputació de la versió de l'obra d'Aristòtil Problemata, feta per Teodor Gaza, li van fer perdre posicions. Els atacs de Laurentius Valla per censurar a Quintilià, que van comportar una llarga polèmica entre els dos, li van fer perdre prestigi, però més tard es van reconciliar. També va tenir fortes discussions amb el florentí Poggio Bracciolini, i pel seu caràcter irritable, li va contestar malament davant dels altres secretaris del papa.
Bessarió, el cardenal, fou per molt de temps el seu patró però va perdre el seu favor pels seus atacs a Plató i per mantenir les tesis d'Aristòtil. Va deixar de ser professor vers el 1450 i després fou secretari de dos Papes.
A més de les seves tasques com a professor i secretari papal, va traduir nombroses obres d'autors grecs al llatí, però per la pressa en voler cobrar les traduccions, algunes van aparèixer defectuoses o mutilades. Va perdre el favor de Nicolau V perquè, segons diu ell mateix, no va voler permetre que les seves versions d'alguns filòsofs i pares grecs apareguessin signades per altres, i va anar a Nàpols a la cort d'Alfons el Magnànim, que li va donar una pensió respectable. Aviat es va reconciliar amb el Papa per mediació de Francisus Philelphus, i va tornar a Roma el 1453.
El 1465 va visitar Creta i després va anar a Constantinoble. A la seva tornada, en perill de naufragar, va invocar al màrtir Andreas de Quios mort poc abans a Constantinoble a mans dels otomans i va prometre escriure la seva vida en llatí si se'n sortia. Va complir la promesa dos anys després i va explicar a la narració els fets que el van portar a escriure-la.
Ja de vell, va patir una pèrdua de memòria i actuava com si fos un infant. Va oblidar les seves obres i fins i tot el seu propi nom. Passejava pels carrers de Roma amb un mantell desgastat i sumit en la més extrema pobresa. Alguns atribuïen aquesta situació a la malaltia, però d'altres pensaven que patia mortificat per la poca consideració que va tenir de les seves aportacions literàries.
Va morir el 1485 o 1486 (amb uns 90 anys) i va deixar un fill de nom Andreas de Trebisonda de certa notorietat però no comparable amb el pare. Aquest fill va acusar «un poderós enemic» de la mort del seu pare, sense que se sàpiga a qui es referia. També va deixar una filla que es va casar amb el poeta Faust Magdalena, i va morir al saqueig de Roma per Carles V el 1527. Jordi de Trebisonda va ser enterrat a Roma a l'església de la Verge Maria. Va criticar la seva personalitat Lleó Al·laci, en la biografia que va escriure sobre ell, segurament per les disputes que va tenir amb altres estudiosos de la seva època.
Les seves obres són en part obres originals, escrites unes en grec i altres en llatí, i en part traduccions del grec al llatí.
- Obres originals:
  - 1. Πρὸς τὸν ῾υψηλότατον καὶ Δειώτατον Βασιλέα Ῥωμαίων Ἰωάννην τὸν Παλαιολόγον, Epistola ad excelsissimum sacratissimumque Regem Romanorum Joannem Palaeologum.
  - 2. Πρὸς Ἰωάννην τὸν Κουβοκλήσιον περὶ τῆς ᾿εκπορεύσεως τοῦ Ἁγίου Πνεύματος, Ad Joannem Cuboclesium de Processione Spiritus Sancti.
  - 3. Περὶ τῆς ᾿εκπορεύσεως τοῦ Ἁγίου Πνεύματος, καὶ περὶ τῆς μιᾶς ἁγίας καθολικῆς Ἐκκλησίας, τοῖς ἐν Κρήτῃ Δείοις ἀνδράσι ἱερομονάχοις τε καὶ ἱερεῦσι, De Processione Spiritus Sancti, et de Una Sancta (Catholica Ecclesia, Divinis Hominibus, qui in Creta Insula sunt, Hieromonachis et Sacerdotibus.
  - 4. Rhetorica, Libri V.
  - 5. De Octo Partibus Orationis ex Prisciano Compendium, (també De Octo Partibus Orationis Compendium).
  - 6. De Artificio Ciceronianae Orationis pro Q. Ligario.
  - 7. Commentarius in Philippica Ciceronis.
  - 8. Dialectica.
  - 9. Comparaitiones Philosophorum Platonis et Aristotelis.
  - 10. De Antisciis in quorum Rationem Fata sua rejicit.
  - 11. Cur Astrologorum Judicia plerumque falluntur.
  - 12. Expositio in illud "Si eum volo manere donec veniam".
  - 13. In Claudii Ptolemaei Centum Sententias (o Centiloquium Commentarius).
  - 14. Acta Beati Andreue Chii.
- Traduccions
  - 15. Eusebius Pamphili de Praeparatione Evangelica a Georgio Trapezuntio traductus.
  - 16. Joannes Chrysostomus super Matthaeum.
  - 17. Rhetoricorum Aristotelis ad Theodecion Libri Tres.
  - 18. Opus insigne Beati Patris Cyrilli Patriarchae Alexandriae in Evangelium Joannis.
  - 19. Joannis Chrysostomi de Laudibus et Excellentia Sancti Pauli Homiliae quatuor per Georq. Trapezuntium e Graeco traductae.
  - 20. Praeclarum Opus Cyrilli Alex. qui Thesaurus nuncupatur.
  - 21. Almagesti Ptolemaei Libri XIII.
  - 22. Scti Gregorii Nysseni De Vitae Perfection, sive Vita Moysis.
  - 23. Scti Basilii Mayni adversus Apologiam Eunomii Antirrheticus, Libri V.
  - 24. Historia Sanctorum Barlaam et Josaphal.

Va traduir, però no es van publicar, algunes obres d'Aristotil (Problemata, Physica, De Anima, De Animalibus, De Generatione et Corruptione) i de Plató (De Legibus i Parmenides).